# Lars Svahn
Lars Svahn, var en svensk borgmästare och riksdagsledamot.

## Biografi
Lars Svahn var son till borgmästaren Johan Michaëlsson i Karlshamns stad. Han var häradsskrivare i Närke och blev landssekreterare i Landskrona stad. Därefter blev han landssekreterare i Kristianstads stad och utnämndes 1 juli 1674 till borgmästare i staden efter Johan Georg Richter i Kristianstads stad. Svahn var riksdagsledamot för borgarståndet i Kristianstad vid riksdagen 1676. Han blev ensam borgmästare i staden, då Petreij slutade. Svahn slutade som borgmästare 1706.

### Familj
Svahn gifte sig före 1676 med en borgaränka i Kristianstad. De fick tillsammans sonen stadsfiskalen Johan Svahn.